# Jürgen Panis
Jürgen Panis (* 21. April 1975 in Wiener Neustadt) ist ein ehemaliger österreichischer Fußballspieler.

## Karriere
Panis begann seine Karriere beim Nachwuchs des niederösterreichischen SC Hochwolkersdorf-Bromberg, wo er auf Grund seiner Begabung den Talentesuchern des VfB Admira Wacker Mödling auffiel und für das Leistungszentrum verpflichtet wurde.
1993 erhielt Panis seinen ersten Profivertrag und spielte von 1993 bis 1997 beim VfB Admira Wacker Mödling. 1997 ging es weiter nach Linz zum LASK. Nach dem Abstieg der Schwarz-Weißen 2000 wechselte der linke Mittelfeldspieler zum FC Tirol Innsbruck, wo er dreimal österreichischer Meister wurde. Nach dem Konkurs der Tiroler wurde Panis 2002 vom FK Austria Wien verpflichtet. Bei der Austria, wo Panis seinen vierten Meistertitel sowie einen Cupsieg feiern konnte, spielte er bis 2004.
Nach einer sehr schweren Verletzung, die ihn beinahe die Fußballkarriere kostete, spielte er als rekonvaleszenter Spieler beim SC Untersiebenbrunn in der zweitklassigen Erste Liga. In der Saison 2005/2006 spielt er wieder in der ersten österreichischen Bundesliga bei VfB Admira Wacker Mödling. Im Sommer 2006 wechselte er wieder zum LASK. Nachdem er vier Jahre für die Oberösterreicher gespielt hatte, wurde sein Vertrag im Sommer 2010 nicht mehr verlängert.
Panis spielte fünfmal im österreichischen Nationalteam. Sein Debüt gab er beim freundschaftlichen Länderspiel Österreichs gegen die Slowakei am 27. März 2002 in Graz, das 2:0 für Österreich endete.

## Erfolge
- 4 × Österreichischer Meister: 2000, 2001, 2002 (FC Tirol Innsbruck), 2003 (FK Austria Wien)
- 1 × Österreichischer Cupsieger: 2003 (FK Austria Wien)